# محمد بن عبدون الجبلي
محمد بن عبدون الجبلي العذري طبيب وعالم رياضي من الأندلس. وهو مؤلف رسالة في التكسير وهي أطروحة عن القياسات، تعد الرسالة أقدم النص رياضي حفظ من الأندلس. سافر إلى المراكز والعواصم العلمية في الشرق الإسلامي، ومكث مدة في البصرة، وزار الفسطاط في مصر حيث عمل مسئولًا عن أحد مستشفياتها. ابن عبدون تتلمذ ودرس على يد أبو سليمان السجستاني (ت: 380 هـ / 990). عاد إلى قرطبة وانخرط ودخل في خدمة الخليفة الحكم المستنصر بالله وابنه هشام المؤيد بالله. وكان ابن عبدون معلم ابن الكتاني.